# AKBアイドリング!!!
AKBアイドリング!!!は、日本の女性アイドルグループ、アイドリング!!!とAKB48のコラボレーションユニットである。

## 概要
アイドル選手権「Push★1」のPRのため、秋元康プロデュースのもと両グループがコラボレーションを行った。
双方のグループからメンバーを選出して楽曲を発表したほか、『アイドリング!!!』と『AKBINGO!』への相互出演や両グループで番組出演も行った。

## メンバー
- スケジュールの都合などにより、代演メンバーをそれぞれの所属グループから立てることがある。AKB48は主に宮澤佐江が代理を務める。
- 発表した時点の構想としては「メンバーチェンジを行い継続」とされていたが、1stシングルリリース後に大島麻衣がAKB48およびAKBアイドリング!!!を卒業し、以降松井珠理奈以外のメンバーの卒業、2015年10月31日にアイドリング!!!の全員卒業も相まって事実上の活動停止となった。そして、5年半後の2021年4月30日、最後のメンバーであった松井珠理奈が卒業。これにより、グループに所属していた全てのメンバーが卒業となった。

### 1stシングル選抜メンバー
1stシングル『チューしようぜ!』では、各グループから以下の16人が選抜されている。AKB48のメンバーについては、リリース当時のメンバー構成。
アイドリング!!!
- 遠藤舞（3号）
- 外岡えりか（6号）
- 谷澤恵里香（7号）
- 横山ルリカ（9号）以上1期生。
- 酒井瞳（14号）
- 朝日奈央（15号）
- 菊地亜美（16号）
- 三宅ひとみ（17号）以上2期生。

AKB48
- 板野友美
- 大島麻衣
- 小嶋陽菜
- 前田敦子 以上チームA。
- 大島優子
- 小野恵令奈
- 河西智美 以上チームK。
- 松井珠理奈（SKE48）

なお、全16名をリリース当時の所属事務所ごとに分けると以下の通り。
- ホリプロ - 谷澤恵里香 / 板野友美 / 大島麻衣 / 河西智美
- 太田プロダクション - 前田敦子 / 大島優子 / 小野恵令奈[注 4]
- ボックスコーポレーション - 遠藤舞 / 外岡えりか
- プロダクション尾木 - 横山ルリカ / 小嶋陽菜
- ソニー・ミュージックアーティスツ - 酒井瞳
- ヴィジョンファクトリー（現・ライジングプロダクション） - 朝日奈央
- レプロエンタテインメント - 菊地亜美
- ビスケットエンターティメント - 三宅ひとみ
- ピタゴラス・プロモーション - 松井珠理奈[注 5]

## ディスコグラフィー
- チューしようぜ!（2009年4月1日）
  - 通常盤：PCCA-02874
  - 初回限定盤A：PCCA-02872
  - 初回限定盤B：PCCA-02873

## 出演

### テレビ
- Push★1（2009年2月15日、BSフジ）
- AKBINGO!（2009年3月25日・4月1日、日本テレビ） - 谷澤を除く
- アイドリング!!!（2009年4月10日・14日・16日、フジテレビONE）
- アイドリング!!!日記（2009年4月7日・14日、フジテレビ）
- 音楽戦士 MUSIC FIGHTER（2009年4月17日、日本テレビ） - 松井の代演として宮澤佐江
- 魁!音楽番付 〜JET〜（2009年5月6日・13日、フジテレビ）
- HEY!HEY!HEY! MUSIC CHAMP（2009年6月1日、フジテレビ）

### ラジオ
- ON8（2009年3月30日、ベイエフエム）- 遠藤、菊地、板野、前田
- レコメン!（2009年4月1日、文化放送）- 遠藤、菊地、大島麻、大島優
- 文化放送開局記念スペシャル AKBアイドリング!!!とチューしようぜ!（2009年4月2日、文化放送） - 谷澤、酒井、三宅、板野、大島麻、前田

### イベント
- Push★1（2009年1月31日、品川プリンスホテルステラボール）
- 『チューしようぜ!』発売記念イベント（2009年4月12日、STUDIO COAST）- 板野の代演として宮澤佐江

## 書籍

### 雑誌
- B.L.T.（2009年4月号、東京ニュース通信社）
  - グループの初表紙を記念して、喜・怒・哀・楽・チューの5つのバージョンをそれぞれ表紙にした20ページのオリジナルミニブックも作成。
- 週刊プレイボーイ 2009年4月20日号（2009年4月6日発売、集英社）- 表紙[注 6]及び巻頭グラビア
- BOMB（2009年5月号、学習研究社）
- Kindai 2009年5月号（2009年3月28日発売、 近代映画社）